# Rotala juniperina
Rotala juniperina är en fackelblomsväxtart som beskrevs av A. Fernandes. Rotala juniperina ingår i släktet Rotala och familjen fackelblomsväxter. Inga underarter finns listade i Catalogue of Life.